# Verband Freier Psychotherapeuten, Heilpraktiker für Psychotherapie und Psychologischer Berater
Der Verband Freier Psychotherapeuten, Heilpraktiker für Psychotherapie und Psychologischer Berater (VFP) hat über 10.800 Mitglieder (Stand März 2020) und ist eigenen Angaben zufolge nicht nur die größte, sondern auch erste berufsständische Vereinigung in der Freien Psychotherapie in Deutschland. Er wurde 1990 in München gegründet und vertritt seine Mitglieder in fachlichen, beruflichen und berufspolitischen Bereichen, sowie in juristischen und öffentlichkeitsrelevanten Belangen.
Mitglieder sind in der Regel keine Vertragspartner gesetzlicher Krankenkassen oder kassenärztlicher Vereinigungen und ihre Leistungen werden von der GKV nicht oder lediglich als Ausnahme im außervertraglichen Kostenerstattungsverfahren im Rahmen einer Kulanzregelung erstattet. „Freie Psychotherapie“ meint auch, dass psychotherapeutische und psychologisch beratende Tätigkeiten ausgeübt werden können, die keinen gesetzlich verankerten Ausbildungs- und Berufsordnungen unterliegen und deshalb keiner bestimmten wissenschaftlichen Richtung, Lehrmeinung oder Verfahrensweise zugehörig sein müssen. Ein Ergebnis daraus ist, dass erbrachte, teils wissenschaftlich anerkannte, Psychotherapiemethoden trotz eventuell nachgewiesener Wirksamkeit nicht von den gesetzlichen Krankenversicherungen (GKV) als abrechnungsfähige Leistungen anerkannt werden. Daraus ergibt sich ein entsprechender Schwerpunkt der Verbandsarbeit.

## Mitglieder
Eine Mitgliedschaft wird ermöglicht für
- approbierte psychologische und ärztliche Psychotherapeuten
- Heilpraktiker für Psychotherapie, die über eine auf das Gebiet der Psychotherapie beschränkte staatliche Heilerlaubnis verfügen
- Psychologische Berater, die über keine Heilerlaubnis verfügen und sich im Wesentlichen mit gesunden Menschen in Krisensituationen beschäftigen
- Menschen, die sich in oben aufgezeichneten Berufsbildern noch in Ausbildung befinden

Nationalität und Staat, in dem die Mitglieder psychologisch beratend oder psychotherapeutisch tätig sind, sind für eine Mitgliedschaft nicht von Belang.

## Aufgaben des Verbandes
Der Verein arbeitet mit anderen berufsständischen Verbänden zusammen und vertritt die Interessen seiner Mitglieder gegenüber den Behörden und gesetzgebenden Körperschaften sowie in der Öffentlichkeit. Er unterstützt und fördert seine Mitglieder und berät sie in berufsständischen Fragen. Der Verband fördert den Nachwuchs der Psychotherapeuten und Psychologischen Berater durch Aus- und Fortbildung im Rahmen der Verbandsschule.
Eine weitere Aufgabe ist die Darstellung des Berufsstandes in der Öffentlichkeit sowie die Vermittlung der Prinzipien der Psychotherapie, der seelischen Heilweisen und der psychologischen Beratung durch geeignete Informationsmittel.
Der Verein erarbeitet hinsichtlich der Ausbildung und Berufsausübung verbindliche Qualitätsrichtlinien für seine Mitglieder und führt Qualifizierungen und Zertifizierungen durch, deren Kriterien und Regeln vom Vorstand und einem Wissenschaftlichen Beirat festgelegt werden.

## Berufspolitische Aktivitäten
Der Verband engagiert sich gegen die Einschränkung der Kurierfreiheit durch administrative Maßnahmen und gegen die Monopolisierung dieses Arbeitsbereiches zugunsten akademisch ausgebildeter Personenkreise.